# Tiến hóa hội tụ
Tiến hóa hội tụ là sự tiến hóa một cách độc lập của các đặc điểm tương tự ở các loài thuộc các thời kỳ hoặc kỷ nguyên khác nhau. Tiến hóa hội tụ tạo ra các cấu trúc tương tự có hình thức hoặc chức năng tương tự nhưng không có mặt trong tổ tiên chung cuối cùng của các nhóm đó.

## Đại cương
Sự tiến hóa lặp lại của khả năng bay lượn là một ví dụ điển hình, do các loài côn trùng bay, chim, dực long và dơi đã phát triển độc lập khả năng bay hữu ích. Các đặc điểm giống nhau về mặt chức năng phát sinh thông qua quá trình tiến hóa hội tụ là tương tự, trong khi các cấu trúc hoặc tính trạng tương đồng có nguồn gốc chung nhưng có thể có các chức năng khác nhau. Cánh của chim, dơi và dực long là những cấu trúc tương tự, nhưng chi trước của chúng giống nhau, có chung trạng thái tổ tiên mặc dù phục vụ các chức năng khác nhau.
Ngược lại sự hội tụ là sự tiến hóa khác nhau, nơi các loài liên quan phát triển các đặc tính khác nhau. Sự tiến hóa hội tụ tương tự nhưng khác với sự tiến hóa song song. Sự tiến hóa song song xảy ra khi hai loài độc lập nhưng tương tự tiến hoá theo cùng một hướng và do đó tự phát những đặc tính tương tự; Ví dụ như ếch bùn đã tiến hóa song song với nhiều loại ếch cây. Nhiều trường hợp tiến hóa hội tụ được biết đến trong thực vật, bao gồm sự phát triển liên tục của quang hợp C4, sự phân tán hạt bằng các trái cây thịt thích nghi để ăn thịt động vật và động vật ăn thịt.
Trong hình thái sinh học, các đặc điểm tương tự phát sinh khi các loài khác nhau sống theo những cách tương tự và/hoặc môi trường tương tự, và do đó phải đối mặt với các yếu tố môi trường giống nhau. Khi chiếm những hốc sinh thái tương tự (có nghĩa là chúng một cách sống đặc biệt) những vấn đề tương tự có thể dẫn đến các giải pháp tương tự. Nhà giải phẫu học người Anh Richard Owen là người đầu tiên nhận ra sự khác biệt căn bản giữa các vấn đề tương tự như vậy. Trong hóa sinh học, các ràng buộc về thể chất và hóa học đối với các cơ chế đã gây ra một số sắp xếp địa điểm hoạt động như bộ ba xúc tác để phát triển độc lập trong các hợp chất enzyme riêng biệt.
Trong hình thái động vật có sự tiến hóa hội tụ về hình thái, chẳng hạn như những con vật bơi lội như cá heo, động vật có vú biển như cá heo và ichthyosaurs ở kỷ Mesozoic tất cả đều hội tụ trên cùng một hình dạng tinh chỉnh. Bố cục dạng nấm (một ống thuôn ở cả hai đầu) được nhiều động vật thủy sinh chấp nhận là một sự thích nghi để chúng có thể di chuyển với tốc độ cao trong môi trường có áp lực cao. Hình dạng cơ thể tương tự được tìm thấy chúng vẫn có bốn chân, nhưng chúng được sửa đổi mạnh mẽ để bơi. Khu hệ động vật có túi của Úc và các động vật có vú trong Cổ Thế giới có một số hình dạng tương đồng đáng kinh ngạc, được phát triển thành hai loại, cô lập với nhau. Cơ thể và đặc biệt là hình dạng sọ của Thylacine (sói Tasmania) dường như đã hội tụ với loài ăn thịt Canidae như cáo đỏ (Vulpes vulpes) mặc dù chúng chẳng có họ hàng với nhau.